# Mászórákok
A mászórákok (Dendrobranchiata) a felsőbbrendű rákok (Malacostraca) osztályába és a tízlábú rákok (Decapoda) rendjébe tartozó alrend.

## Rendszerezés
Az alrendbe az alábbi 2 öregcsalád tartozik:
- Penaeoidea Rafinesque, 1815 - 6 családdal
- Sergestoidea Dana, 1852 - 3 családdal